# HD 1185
HD 1185 je binarna zvezda v ozvezdju Andromede. Primarna komponenta z navidezno magnitudo 6,15 je bela zvezda glavne veje spektralnega tipa A1Si, kar nakazuje na večjo prisotnost silicija v absorbcijskih črtah kot normalno, torej je to tudi Ap zvezda. Sekundarna zvezda, ki je od nje oddaljena 9,08 kotnih sekund, ni vidna s prostim očesom, saj ima magnitudo 9,76. To je tudi zvezda tipa A. S primarno komponento si deli skupno lastno gibanje in paralakso, a orbitalni parametri ostajajo neznani.